# Gitagum
Gitagum ist eine philippinische Stadtgemeinde in der Provinz Misamis Oriental. Sie hat 16.373 Einwohner (Zensus 1. August 2015).

## Baranggays
Gitagum ist politisch in elf Baranggays unterteilt.
- Burnay
- Carlos P. Garcia
- Cogon
- Gregorio Pelaez (Lagutay)
- Kilangit
- Matangad
- Pangayawan
- Poblacion
- Quezon
- Tala-o
- Ulab